# بيلا كوفاتش (سياسي مجري، مواليد 1908)
بيلا كوفاتش (بالمجرية: Kovács Béla) هو سياسي مجري، ولد في 20 أبريل 1908 في بيتش في المجر، وتوفي بنفس المكان في 21 يونيو 1959. نشط حزبياً في . وقد انتخب وزير وانتخب كاتب عام الحزب المدني لأصحاب الحيازات الصغيرة المستقلين والعمال الزراعيون.

## وصلات خارجية
- بيلا كوفاتش (سياسي مجري، مواليد 1908) على موقع مونزينجر (الألمانية)